# 이정미 (법조인)
이정미(李貞美, 1962년 6월 25일~)는 대전고등법원 부장판사, 헌법재판소 재판관 등을 역임한 대한민국의 법조인이다.

## 생애
1962년 울산에서 태어났다. 1981년 마산여자고등학교를 졸업하였다. 어린시절 수학교사직을 희망하였으나, 고등학교 2학년인 1979년에 10·26 사건을 겪으면서 사회 변화에 관심을 갖게 되어 법대를 지망하게 되었다.
1985년 고려대학교 법학과를 졸업했고, 같은 해 26회 사법시험에 합격하였다. 1987년 대전지방법원 판사로 임용된 후 각급 법원 판사와 사법연수원 교수 등으로 일하였다. 그 후 2009년에 고등법원 부장판사로 승진하여, 부산고등법원 부장판사, 대전고등법원 부장판사 등을 역임했다. 2011년 3월에 대전고등법원 부장판사로 재직 중 이용훈 대법원장에 의해 이공현 헌법재판소 재판관의 후임으로 지명되었고, 이명박 대통령에 의해 임명되었다. 당시를 기준으로 역대 최연소 헌법재판소 재판관이자, 역대 두 번째 여성 재판관이고, 역대 두 번째로 서울대학교 출신이 아닌 여성 재판관이었다.
통합진보당 해산심판 사건의 주심을 맡아 통합진보당의 해산을 명하는 법정의견에 찬성하는 등 대체로 다수의견에 찬동하였으나, 간통을 형벌로 다스리는 간통죄 위헌 여부가 다퉈진 사건에서는 간통죄가 합헌이라는 소수의견을 내기도 했다. 박근혜 대통령 탄핵 소추 사건 선고 당시에는 그 직전 퇴임한 박한철 헌법재판소장을 대신하여 헌법재판소장 권한대행을 맡아 탄핵을 인용하는 결정문을 낭독하였다.
2017년 퇴임 이후에는 모교인 고려대학교의 제안으로 법학전문대학원에서 석좌교수직을 맡았으며, 2020년부터는 개신교계 로펌으로 알려진 법무법인 로고스에서 변호사로 활동하고 있다.

## 경력
- 1984년: 제26회 사법시험 합격
- 1987년: 사법연수원 16기 수료
- 1987년~1991년: 대전지방법원 판사
- 1991년~1992년: 인천지방법원 판사
- 1992년~1994년: 수원지방법원 판사
- 1994년~1996년: 서울가정법원 판사
- 1996년~1998년: 서울지방법원 판사
- 1998년~1999년: 서울지방법원 서부지원 판사
- 1999년~2002년: 서울고등법원 판사
- 2002년~2004년: 울산지방법원 부장판사
- 2004년~2007년: 사법연수원 교수
- 2007년~2009년: 서울서부지방법원 부장판사
- 2009년~2010년: 서울중앙지방법원 부장판사
- 2010년: 부산고등법원 부장판사
- 2010년~2011년: 대전고등법원 부장판사
- 2011년~2017년: 헌법재판소 재판관 (2011.03.14~2017.03.13)
- 2013년: 헌법재판소장 권한대행 (2013.03.25~2013.04.11)
- 2017년: 헌법재판소장 권한대행 (2017.02.01~2017.03.13)
- 2017년~2020년: 고려대학교 법학전문대학원 석좌교수
- 2018년: 중앙선거관리위원회 공직자윤리위원회 위원장
- 2018년~2021년: 국립암센터 이사
- 2020년~: CJ나눔재단 이사
- 2020년 7월: 법무법인 로고스 상임고문변호사
- 2021년~2024년: 해마건축사사무소 자문변호사
- 2021년 3월~: 금호석유화학 사외이사
- 금호석유화학 내부거래위원회 위원장
- 금호석유화학 ESG위원회 위원
- 법무법인 로고스 대표변호사
- 2022년~2023년: 화성시 자문변호사
- 2023년~: 광명시 자문변호사
- 2024년~: 한전 고문변호사
- 2025년 1월~: 학교법인 인제학원 교육이사